# Sunbeam 1000 hp
La Sunbeam 1000 HP Mystery, dite « The Slug » (« la limace »),  est une voiture ayant battu le record de vitesse terrestre en 1927. Construite par la Sunbeam Car Company de Wolverhampton, elle est propulsée par deux moteurs d'avions de chacun 22 401 cm3. Elle fut la première voiture à dépasser les 200 mph (322 km/h) (avec un record à 202,98 mph soit 326,66 km/h). Elle est aujourd'hui exposée au Heritage Motor Center à Gaydon, après avoir été offerte au National Motor Museum à Beaulieu (Hampshire) par Sunbeam en 1958.

## Record
La Sunbeam 1000 HP fut la première voiture non américaine à tenter un record de vitesse terrestre à Daytona Beach. Le 29 mars 1927, Henry Segrave conduit l'engin et décroche un nouveau record de vitesse terrestre avec 327,97 km/h. C'est la première voiture à dépasser les 200 mph.

## Sources
- (en) Cet article est partiellement ou en totalité issu de l’article de Wikipédia en anglais intitulé « Sunbeam 1000 hp » (voir la liste des auteurs).